# Amphioncus platydiscus
Genre
Espèce
Amphioncus platydiscus est une espèce d'ophiure (animaux marins ressemblant à des étoiles de mer souples) de la famille des Amphiuridae, la seule du genre Amphioncus.